# Entorrhiza globoidea
Entorrhiza globoidea är en svampart som beskrevs av Vánky 2004. Entorrhiza globoidea ingår i släktet Entorrhiza och familjen Entorrhizaceae.   Inga underarter finns listade i Catalogue of Life.